# Galerina sphagnicola
Galerina sphagnicola är en svampart som tillhör divisionen basidiesvampar, och som först beskrevs av George Francis Atkinson, och fick sitt nu gällande namn av Alexander Hanchett Smith och Rolf Singer. Galerina sphagnicola ingår i släktet Galerina, och familjen buktryfflar. Arten är reproducerande i Sverige.